# Leon Komornicki
Leon Stanisław Komornicki (ur. 26 kwietnia 1947 w Wolbromku) – generał dywizji Wojska Polskiego w stanie spoczynku.

## Życiorys
W 1965 ukończył liceum w Wołowie. W latach 1965–1968 był podchorążym Oficerskiej Szkoły Wojsk Pancernych im. Stefana Czarnieckiego w Poznaniu. Służbę zawodową rozpoczął w 1968 jako dowódca plutonu czołgów w 8 Pułku Czołgów Średnich w Żaganiu. Następnie pełnił obowiązki starszego oficera operacyjnego w 3 Drezdeńskim Pułku Czołgów Średnich w Żaganiu (1969–1972), a po ukończeniu Akademii Wojsk Pancernych im. marszałka Rodiona Malinowskiego w Moskwie (1974–1977) oficera operacyjnego Wydziału Operacyjnego Sztabu 11 Drezdeńskiej Dywizji Pancernej w Żaganiu (1978–1979). W 1979 został dowódcą 8 Pułku Czołgów Średnich w Żaganiu.
W latach 1981–1984 był słuchaczem Akademii Sztabu Generalnego Sił Zbrojnych ZSRR w Moskwie.
W 1986 został wyznaczony na szefa sztabu, a w 1987 na dowódcę 5 Saskiej Dywizji Pancernej w Gubinie. W 1989 został szefem sztabu – zastępcą dowódcy Śląskiego Okręgu Wojskowego we Wrocławiu, a od września 1990 dowódcą Warszawskiego Okręgu Wojskowego. We wrześniu 1992 został szefem Inspektoratu Szkolenia – zastępcą szefa Sztabu Generalnego WP. Funkcję tę pełnił do 1997. W 1998 zwolniony do rezerwy. Prezes Wojskowej Federacji Sportu. Członek Gospodarczego Gabinetu BCC.
Od 1991 do chwili obecnej przewodniczący zarządu Fundacji Poległym i Pomordowanym na Wschodzie. Współtwórca Pomnika Poległym i Pomordowanym na Wschodzie, który został odsłonięty 17 września 1995 w Warszawie. Od 1998 przedsiębiorca i właściciel firmy doradczej, członek rad nadzorczych. Wiceprezes zarządu Stowarzyszenia Euro-Atlantyckiego.

## Awanse
- generał brygady – 1989
- generał dywizji – 1992

## Życie prywatne
Syn Michała i Stanisławy z Kowalskich. Brat Ryszarda Komornickiego. Mieszka w Jabłonnie koło Warszawy. Żonaty z Danutą, ma dwóch synów.

## Medale i odznaczenia
- Krzyż Oficerski Orderu Odrodzenia Polski „za wybitne zasługi w działalności na rzecz rozwoju gospodarki narodowej oraz społeczeństwa obywatelskiego” (2012)[5]
- Krzyż Kawalerski Orderu Odrodzenia Polski (1990)
- Złoty Krzyż Zasługi (1984)
- Złoty Medal „Siły Zbrojne w Służbie Ojczyzny” (1982)
- Srebrny Medal Siły Zbrojne w Służbie Ojczyzny
- Brązowy Medal Siły Zbrojne w Służbie Ojczyzny
- Złoty Medal „Za zasługi dla obronności kraju” (1983)
- Srebrny Medal Za zasługi dla obronności kraju
- Brązowy Medal Za zasługi dla obronności kraju
- Srebrny Medal Opiekuna Miejsc Pamięci Narodowej[6]
- Medal „Pro Patria” (2023)[7]
- Krzyż Stowarzyszenia Polskich Kombatantów na Zachodzie (1992)
- Krzyż Polskich Weteranów w USA (1993)
- Złoty Medal Gwardii Narodowej Stanu Karolina Południowa (USA, 1995)
- Krzyż Poległym i Pomordowanym na Wschodzie